# Viktor Šamirov
Viktor Šamirov (Rostov sul Don, 24 maggio 1966) è un regista russo.

## Filmografia parziale

### Regista
- Dikari (2006)
- Upražnenija v prekrasnom (2011)
- So mnoju vot čto proischodit (2012)